# Lacu (okręg Buzău)
Lacu – wieś w Rumunii, w okręgu Buzău, w gminie Odăile. W 2011 roku liczyła 306 mieszkańców.